# مولنج
مولنج (بالصينية: 穆棱市) هي مدينة على مستوى مقاطعة، في الصين، تقع في مودانجيانغ، وهيلونغجيانغ، بلغ عدد سكانها 330,000 نسمة وذلك حسب إحصائيات سنة 2004، تبلغ مساحتها 6,094 كيلومتر مربع، رمزها البريدي هو 157500.